# 罗伯特·格列施拉格尔
罗伯特·格列施拉格尔（1957年11月13日—）是一位奥地利数学家，出生在加拿大多伦多，是数学竞赛方面专家，主要作品有《神奇的圆：超越直线的数学探索》（The Circle: A Mathematical Exploration beyond the Line，与阿尔弗雷德·S·波萨门蒂合著）等。